# Przełączka nad Małym Koszarem
Przełączka nad Małym Koszarem (niem. Kleiner Kirchhofsattel, słow. Sedielko nad Malým košiarom, węg. Kis-Karám-hágó, 1964 m) – płytko wcięta przełączka w grani głównej Tatr Bielskich na Słowacji. Oddziela Pośrednie Jatki od północno-zachodniego wierzchołka Skrajnych Jatek. Na południową stronę opada trawiasta, średnio stroma depresja, niżej przechodząca w jedno z ramion Żlebu spod Jatek. Na północno-wschodnią stronę z przełęczy opada trawiaste, lekko nachylone zbocze, niżej coraz bardziej strome i w końcu opadające skalisto-trawiastą ścianą do Małego Koszaru.
Z Bielskiej Równi wejście Żlebem spod Jatek na Przełączkę nad Wielkim Koszarem jest łatwe (0 w skali tatrzańskiej, 1 h). Możliwe jest także wejście na przełączkę z dna Małego Koszaru. Droga wspinaczkowa prowadzi od południowo-zachodniego kąta Małego Koszaru trawiasto-skalistym urwiskiem Pośredniego Diablego Grzbietu (kruszyzna), potem skośnie w lewo trawnikami (0+, 1 h). Przełączka i całe jej otoczenie znajduje się jednak na zamkniętym dla turystów obszarze ochrony ścisłej TANAP-u i nie prowadzi tędy żaden szlak turystyczny.